# بيريز بنجامين
بيريز بنجامين هو سياسي كندي، ولد في 23 أكتوبر 1791، وتوفي في 4 أغسطس 1850. انتخب عضو مجلس نواب نوفا سكوتيا.